# هاين سيمونز
هاين سيمونز (بالهولندية: Hein Simons)‏ (12 أغسطس 1955 في هولندا، اسمه الحقيقي هندريك نيكولاس ثيودور سيمونز) هو مغني وممثل هولندي. أصبح معروفاً بشكل خاص كنجم أطفال من خلال أغنيته ماما عام 1967 وأيضاً من خلال ستة أفلام مثل فيها بين عامي 1968 و1971.
ولد هاين والذي أصبح فيما بعد يدعى باسم هاينتجي في كيركرادا في هولندا، وهو الابن الثاني من أصل ثلاثة أطفال. والده كان عامل منجم سابق. طوره عام 1966 المناجير الهولندي أدي كلايجنغلد بعد مسابقة أقيمت للمواهب. في نفس السنة سجل أول أسطوانة له في أمستردام. في أكتوبر عام 1967 قام بتسجيل أغنية ماما بالنسخة الألمانية التي حققت نجاحاً كبيراً آنذاك، وتم إعادة تسجيلها بالنسخة الإنجليزية والهولندية. ألف هذه الأغنية الملحن الإيطالي سيزاري أندريا بيكيسو عام 1938 وقام بغنائها بنيامينو غيغلي، وتم ترجمتها إلى اللغة الألمانية عام 1941 من طرف برونو بلاتس. كان منتجه الألماني إلى غاية عام 1976 روني (فولفغانغ رولوف). باع هاين أكثر من 40 مليون ألبوم. واصل هاين عمله الفني إلى غاية عام 1972 أين توقف لبعض من الوقت. في عام 1973 عاد من جديد للغناء وسجل أسطوانة أفكر فيك. ورغم أن الأسطوانة بيع منها الكثير إلا أنها لم تحقق النجاح الكبير مثل أغانيه السابقة. قام هاين بين عامي 1975 و1983 بعمل جولات فنية ناجحة جداً في جنوب أفريقيا وسجل هناك اثنين أسطوانات باللغة الوطنية. في 11 ديسمبر 1981 تزوج هاين مع دوريس أُول التي تعمل في مجال التجميل ورزقا بثلاثة أطفال.
يعمل هاين منذ سنوات طويلة مع ثيو برويلس والذي سجل معه كل الألبومات التي ظهرت منذ عام 1996. ومنذ سنوات يعمل هاين أيضاً مع الملحن وكاتب النصوص فالتر شتروم.

## وصلات خارجية
- هاين سيمونز على موقع IMDb (الإنجليزية)
- هاين سيمونز على موقع مونزينجر (الألمانية)
- هاين سيمونز على موقع ألو سيني (الفرنسية)
- هاين سيمونز على موقع ميوزك برينز (الإنجليزية)
- هاين سيمونز على موقع ديسكوغز (الإنجليزية)
- هاين سيمونز على موقع ديسكوغز (الإنجليزية)
- هاين سيمونز على موقع قاعدة بيانات الفيلم (الإنجليزية)
- هاين سيمونز على موقع كينوبويسك (الروسية)

- حياة هاين سيمونز (باللغة الألمانية)